# Ana Miranda de Lage
Ana Miranda de Lage (n. 7 mai 1946, San Sebastián, Comunitatea Autonomă a Țării Basce, Spania) este un om politic spaniol, membru al Parlamentului European în perioada 1999-2004 din partea Spaniei. 
1. 1 2  Deputații în Parlamentul European